# Championnat d'Écosse de football 1957-1958
Navigation
Saison précédente Saison suivante
La 61e édition du championnat d'Écosse de football est remportée par le Heart of Midlothian. C’est le 3e titre de champion du club d’Édimbourg, le précédent remontant à la fin du XIXe siècle. Hearts l’emportent avec 13 points d’avance sur les Rangers. Le Celtic FC complète le podium.
La saison de Heart of Midlothian est en tout point exceptionnelle : une seule défaite en 34 matchs. Le club a marqué 132 buts pour seulement 29 buts encaissés et présente une différence de but de +102.
Le système de promotion/relégation reste en place: descente et montée automatique, sans matchs de barrage pour les deux derniers de première division et les deux premiers de deuxième division. Queen's Park FC et East Fife descendent en deuxième division. Ils sont remplacés pour la saison 1958/58 par Stirling Albion FC et Dunfermline Athletic.
Avec 28 buts marqués chacun en 30 matchs,  Jimmy Wardhaugh et Jimmy Murray de Heart of Midlothian remportent le classement des meilleurs buteurs du championnat. C’est la première fois dans l’histoire du championnat que deux joueurs d’une même équipe remportent ex æquo ce classement.

## Les clubs de l'édition 1957-1958
| \| Aberdeen FC Glasgow · Celtic - Rangers - Partick Thistle-Queen’s Park Dundee FC Édimbourg · Heart - Hibernian Clyde FC Falkirk FC Motherwell FC Kilmarnock FC Saint Mirren Queen of the South Airdrieonians Fife : East Fife-Raith Rovers \| Localisation des clubs engagés dans le championnat. |
| Aberdeen FC Glasgow · Celtic - Rangers - Partick Thistle-Queen’s Park Dundee FC Édimbourg · Heart - Hibernian Clyde FC Falkirk FC Motherwell FC Kilmarnock FC Saint Mirren Queen of the South Airdrieonians Fife : East Fife-Raith Rovers                                                           |

| Club                              | Ville      |
| --------------------------------- | ---------- |
| Aberdeen Football Club            | Aberdeen   |
| Airdrieonians Football Club       | Airdrie    |
| Celtic Football Club              | Glasgow    |
| Clyde Football Club               | Glasgow    |
| Dundee Football Club              | Dundee     |
| East Fife Football Club           | Methil     |
| Heart of Midlothian Football Club | Édimbourg  |
| Hibernian Football Club           | Leith      |
| Falkirk Football Club             | Falkirk    |
| Kilmarnock Football Club          | Kilmarnock |
| Motherwell Football Club          | Motherwell |
| Partick Thistle Football Club     | Glasgow    |
| Queen of the South Football Club  | Dumfries   |
| Queen's Park Football Club        | Glasgow    |
| Raith Rovers Football Club        | Kirkcaldy  |
| Rangers Football Club             | Glasgow    |
| Saint Mirren Football Club        | Paisley    |
| Third Lanark Athletic Club        | Glasgow    |

## Compétition

### Classement
Le classement est établi sur le barème de points classique (victoire à 2 points, match nul à 1, défaite à 0).
| Rang | Équipe              | Pts | J  | G  | N | P  | Bp  | Bc  | Diff |
| ---- | ------------------- | --- | -- | -- | - | -- | --- | --- | ---- |
| 1    | Heart of Midlothian | 62  | 34 | 29 | 4 | 1  | 132 | 29  | +103 |
| 2    | Rangers FC T        | 49  | 34 | 22 | 5 | 7  | 89  | 49  | +40  |
| 3    | Celtic FC           | 46  | 34 | 19 | 8 | 7  | 84  | 47  | +37  |
| 4    | Clyde FC P + C      | 42  | 34 | 18 | 6 | 10 | 84  | 61  | +23  |
| 5    | Kilmarnock FC       | 37  | 34 | 14 | 9 | 11 | 60  | 55  | +5   |
| 6    | Partick Thistle FC  | 37  | 34 | 17 | 3 | 14 | 69  | 71  | -2   |
| 7    | Raith Rovers        | 35  | 34 | 14 | 7 | 13 | 66  | 56  | +10  |
| 8    | Motherwell FC       | 32  | 34 | 12 | 8 | 14 | 68  | 67  | +1   |
| 9    | Hibernian FC        | 31  | 34 | 13 | 5 | 16 | 59  | 60  | -1   |
| 10   | Falkirk FC          | 31  | 34 | 11 | 9 | 14 | 64  | 82  | -18  |
| 11   | Dundee FC           | 31  | 34 | 13 | 5 | 16 | 49  | 65  | -16  |
| 12   | Aberdeen FC         | 30  | 34 | 14 | 2 | 18 | 68  | 76  | -8   |
| 13   | Saint Mirren        | 30  | 34 | 11 | 8 | 15 | 59  | 66  | -7   |
| 14   | Third Lanark AC P   | 30  | 34 | 13 | 4 | 17 | 69  | 88  | -19  |
| 15   | Queen of the South  | 29  | 34 | 12 | 5 | 17 | 61  | 72  | -11  |
| 16   | Airdrieonians       | 28  | 34 | 13 | 2 | 19 | 71  | 92  | -21  |
| 17   | East Fife           | 23  | 34 | 10 | 3 | 21 | 45  | 88  | -43  |
| 18   | Queen's Park FC     | 9   | 34 | 4  | 1 | 29 | 41  | 114 | -73  |

| Légende : Qualifications et relégations | Légende : Qualifications et relégations                           |
| --------------------------------------- | ----------------------------------------------------------------- |
|                                         | Champion d'Écosse                                                 |
|                                         | Relégation en deuxième division                                   |
|                                         | T : Tenant du titre C : Vainqueur de la Coupe d'Écosse P : Promus |

## Bilan de la saison
| Tableau d'Honneur                |                     |
| Compétition                      | Vainqueur           |
| Championnat d'Écosse de football | Heart of Midlothian |
| Coupe d'Écosse de football       | Clyde FC            |

| Promotions et relégations |                                         |
| Promus                    | Stirling Albion FC Dunfermline Athletic |
| Relégués                  | Queen's Park FC East Fife               |

## Statistiques

### Meilleur buteur
1. Jimmy Murray, et Jimmy Wardhaugh Heart of Midlothian, 28 buts